# 喙吻田氏鯊
喙吻田氏鯊（學名：Deania calcea），又名篦吻棘鮫，是軟骨魚綱角鯊目刺鯊科的一種。

## 分布
本魚分佈在近日本本州、南澳洲、新西蘭及智利的太平洋，並由冰島至好望角的大西洋。

## 深度
水深60至1490公尺。

## 特徵
本魚體延長，前部寬而平扁，向後漸細狹。頭部平扁，眼大，呈長橢圓形，沒有臀鰭，兩條背鰭長而且低，都有凹溝的鰭棘，胸鰭細小呈長方形，有像草耙的小齒。魚體灰褐色，腹部色稍淺，各期顏色深，口緣、鼻緣、鰓裂處呈黑褐色。體長可達122公分。

## 生態
本魚屬深海小型鯊魚，屬肉食性，以魚類和甲殼類為食。卵胎生的，每胎可產6至12條幼鯊。

## 經濟利用
魚肝可製成魚肝油。